# 에이전트 게임
에이전트 게임(AGENT GAME)은 미국에서 제작된 그랜트 S. 존슨 감독의 2022년 액션, 스릴러 영화이다. 멜 깁슨 등이 주연으로 출연하였다.

## 출연

### 주연
- 멜 깁슨
- 더모트 멀로니
- 아담 칸토
- 케이티 캐시디
- 제이슨 아이삭스